# ヒ化イットリウム(III)
ヒ化イットリウム(Yttrium arsenide)は、イットリウムとヒ素からなる無機化合物で、化学式はYAsである。高温でイットリウムとヒ素を反応させることで合成できる。ヒ化亜鉛との共晶系に関する研究も行われている。
鉄、ヒ化鉄(III)、酸化鉄(III)、フッ化イットリウム(III)（ドープ用）と高温で反応し、半導体YFeAsO0.9F0.1 (Tc=10.2 K)を形成する。

## 関連文献
- “The rare-earth arsenides: Non-stoichiometry in the rocksalt phases” (英語). Journal of the Less Common Metals 37 (2):  217–232. (1974-08-01). doi:10.1016/0022-5088(74)90038-1.  オリジナルの2018-06-04時点におけるアーカイブ。 2021年9月9日閲覧。.
- “High-pressure structural phase transition and elastic properties of yttrium pnictides” (英語). High Pressure Research 28 (4):  651–663. (2008-12-01). Bibcode: 2008HPR....28..651K. doi:10.1080/08957950802348542. ISSN 0895-7959 2021年9月9日閲覧。.
- Zhang, Zhaofu; Guo, Yuzheng; Robertson, John (2020-06-22). “Termination-dependence of Fermi level pinning at rare-earth arsenide/GaAs interfaces” (英語). Applied Physics Letters 116 (25):  251602. Bibcode: 2020ApPhL.116y1602Z. doi:10.1063/5.0007479. ISSN 0003-6951.  オリジナルの2021-09-09時点におけるアーカイブ。 2021年9月9日閲覧。.